# 竹生女王
竹生女王（たけふじょおう/たけふのおおきみ、生没年不詳は、奈良時代の日本の皇族。系譜は不明だが、以下の理由により、高市皇子の一族であろうと推定される。位階は従五位下。

## 記録
天平神護3年（767年）、僧侶寿応の勧誘により、夫の宗形深津が金埼船瀬（現在の福岡県宗像郡玄海町鐘崎に存在した）を造った功で昇叙された際に、共同築造者として無位から従五位下に叙せられている。この時、「竹生王」と記されている。
宗形深津の妻が王族である理由として、宗形氏が高市皇子の後裔と特別な関係があったためとされている。高市皇子の母は尼子娘であり、皇子没後にその子孫と宗形氏の関係があったことは、長屋王木簡に宗像郡からの貢進物が見られること、また『日本三代実録』元慶5年（881年）10月16日条に大和国の宗像神社に高市皇子の子孫である高階氏が神主として任命されているところから判明している。